# 山田寿応院
山田 寿応院（やまだ じゅおういん）は、江戸時代の女性。山田定言の妻であり、山田氏と甲村氏の家長となった。

## 概要
実子・山田定明が文化元年（1804年）6月26日に35歳で亡くなると、寿応院は山田氏の家長として認められた。家の存続のために文化４年（1808年）に養子を迎えたが、文化６年（1810年）にこの養子と離縁した上、その次の養子も文化10年（1814年）に「永御暇」を言い渡された。同年の10月30日に岸本氏を養子とし、正六位下・駿河守に叙任され、山田為美を名乗り当主となった。このため、寿応院は山田氏を離れ、石河勘解由の子を養子として甲村長基を名乗らせた。なお、為美の実子は寿応院の生前は岸本氏を名乗っていたものの、死後は山田氏の当主となり山田親長を名乗った。